# Tereza Kerndlová
Tereza Kerndlová, née le 6 octobre 1986 à Brno, est une chanteuse tchèque qui devint célèbre en tant que membre du trio Black Milk  en 2002. Après la séparation du groupe, en 2005, elle se lança dans une carrière solo et sortit l'album Orchidej, en 2006 sous le label Universal Music.
Elle représenta la République tchèque au Concours Eurovision de la chanson de 2008 qui se déroula à Belgrade. La chanson intitulée Have some fun fut composée par Gordon Pogoda , auteur de quatre autres chansons de l'album Have some fun et Stano Simor qui le produisit. La chanson Have some fun fut interprétée en 8ème position lors de la seconde demi-finale le 22 mai 2008 et Tereza termina en 18ème position sur 19 candidats avec seulement 9 points .
Tereza Kerndlová est la fille du chanteur tchèque Vladimír Kerndl, aussi connu sous le nom de Lada Kerndl, avec lequel elle fit plusieurs albums entre 2002 et 2010 .

## Discographie - Albums

### Avec son père Lada Kerndl
- Jazz Friends Band - Buona sera (2002)
- Love songs (2002)
- Swinging Christmas (2002)
- Pár Příběhů (2004)
- Symphony & Evergreens (2006)
- Together Again (2007)
- Golden Evergreens (2008)

### En solo (pop, RnB)

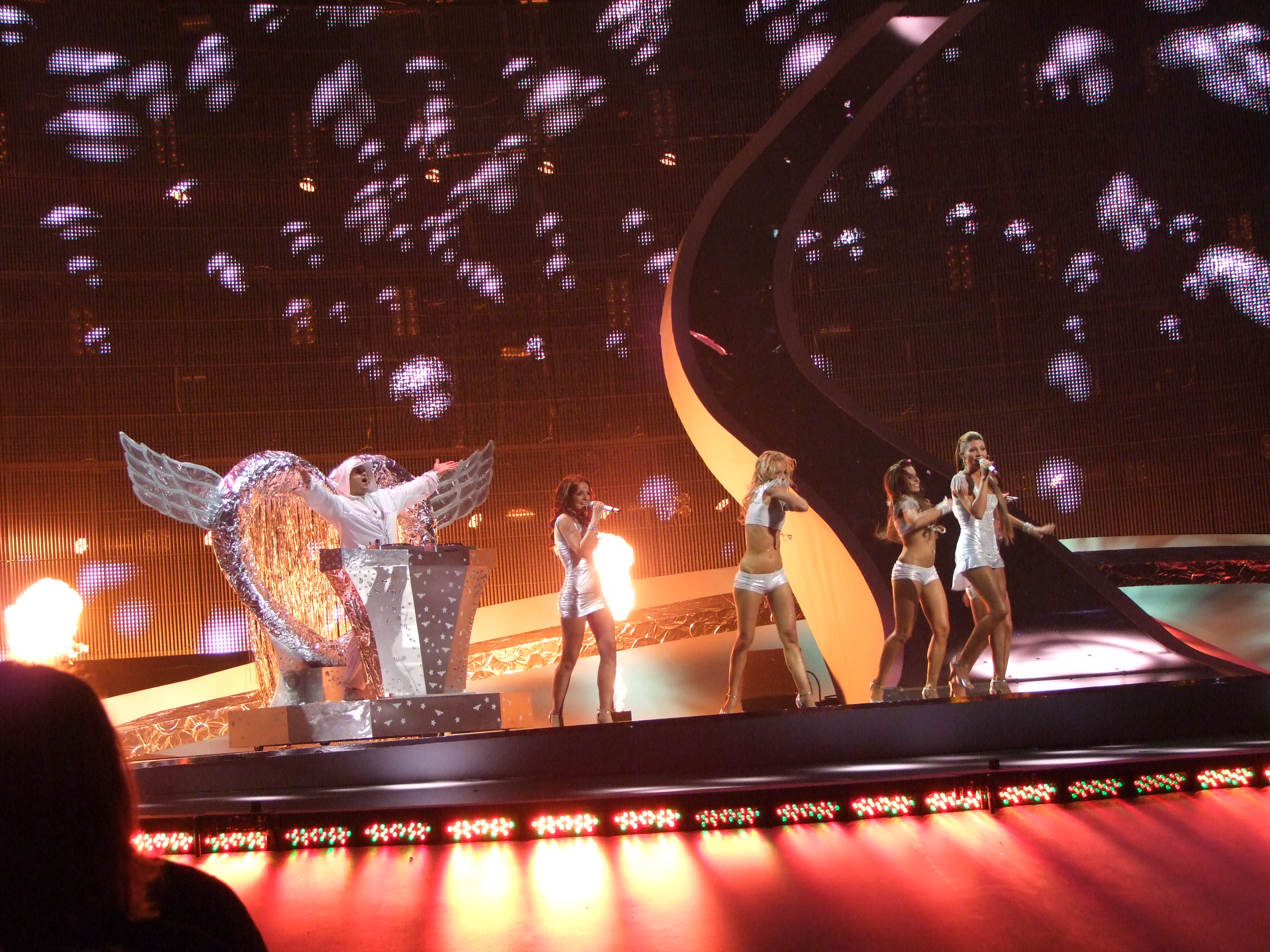
Eurovision 2008

- Eurovision 2008Orchidej (2006)
- Have some fun [2] (2007)
- Retro (2008)
- Schody z nebe (2011)
- Singles Collection (2013)
- S Tebou (2018)